# Miguel Zavaleta
Miguel Zavaleta (* 16. Februar 1955, Argentinien, Provinz Buenos Aires) ist ein argentinischer Rocksänger. Er wurde in Argentinien als Frontsänger der New-Wave-/Pop-Rock-Band Suéter bekannt. Diese Band veröffentlichte fünf LPs mit Hits der 1980er Jahre wie: Amanece en la ruta, Vía México, Él anda diciendo, Su única diferencia und Extraño ser.
Heute betreibt Zavaleta eine Solokarriere und veröffentlichte sein erstes Album: No sé, quizás, suerte.

## Biografie
Von 1975 bis 1979 war Zavaleta Bandleader der Progressive-Rock-Band Bubu. Von 1981 bis 1989 leitete er die Band Suéter. 1994/1995 arbeitete er  an dem Album Sueter 5 mit einem neuen Lineup der Band. 2002 kehrte er mit seiner Band zurück und tourte in ganz Argentinien bis zu ihrer endgültigen Trennung im Dezember 2007. 2011 veröffentlichte Zavaleta sein erstes Solo-Album No sé, quizás, suerte auf seiner Webseite.

## Diskografie
- Suéter (1982)
- Lluvia de gallinas (1984)
- 20 caras bonitas (1985)
- Misión ciudadano I (1987)
- Sueter 5 (1995)

## Sammlungen
- Sueter Completo (1988)
- Elefantes en el techo (1997)

## Als Solist
- No sé, quizás, suerte (2011)